# Vlag van Helvoirt

Vlag van de gemeente Helvoirt
(1980-1996)
Dorpsvlag van Helvoirt (sinds 1997)

De vlag van Helvoirt werd op 3 juli 1980 bij raadsbesluit vastgesteld als de gemeentelijke vlag van de Noord-Brabantse gemeente Helvoirt. De vlag is in het besluit als volgt beschreven:
Banen van blauw en geel met in de broeking op [het] geel een zwart-rood, rood-zwart geschaakt veld.
De kleuren van de vlag zijn ontleend aan die van het gemeentewapen, en van dat van de hertogen van Brabant, waarvan het gemeentewapen is afgeleid. In de broekhoek staat een abstracte weergave van dat wapen, met uitsluitend de donkere kleuren in de vier velden. De kleuren rood en zwart zijn tevens de kleuren van de plaatselijke schuttersgilden. Het ontwerp was een van de ontwerpen die in 1973 waren gemaakt door de toenmalige gemeentearchivaris en waarvoor de Stichting voor Banistiek en Heraldiek was geraadpleegd. De procedure voor de instelling van een gemeentevlag werd echter stilgelegd en pas in 1980 weer opgepakt. Tot de vaststelling van de vlag werd een defileervlag uit 1935 als gemeentevlag gebruikt.
Op 1 januari 1996 is Helvoirt opgegaan in de gemeente Haaren, waarmee de vlag als gemeentevlag kwam te vervallen. Op 9 oktober 1997 is de vlag als dorpsvlag van Helvoirt vastgesteld. Na de opheffing van Haaren op 1 januari 2021 is Helvoirt bij Vught gevoegd.

## Verwante afbeeldingen

Wapen van Helvoirt
Wapen van de hertogen van Brabant-Limburg

Aalburg 
· Aarle-Rixtel 
· Alphen en Riel 
· Bakel en Milheeze 
· Beek en Donk 
· Beers 
· Berghem 
· Berkel-Enschot 
· Berlicum 
· Bladel en Netersel 
· Borkel en Schaft 
· Boxmeer 
· Budel 
· Chaam 
· Cuijk 
· Cuijk en Sint Agatha 
· Den Dungen 
· Diessen 
· Dinteloord en Prinsenland 
· Drunen 
· Dussen 
· Engelen 
· Erp 
· Esch 
· Escharen 
· Fijnaart en Heijningen 
· Geffen 
· Geldrop 
· Gemert 
· Giessen 
· Ginneken en Bavel 
· Grave 
· 's Gravenmoer 
· Haaren 
· Halsteren 
· Haps 
· Heesch 
· Heeswijk-Dinther 
· Heeze 
· Helvoirt 
· Hoeven 
· Hooge en Lage Mierde 
· Hooge en Lage Zwaluwe 
· Hoogeloon, Hapert en Casteren 
· Huijbergen 
· Klundert 
· Landerd 
· Leende 
· Liempde 
· Lieshout 
· Lith 
· Luyksgestel 
· Maarheeze 
· Maasdonk 
· Made en Drimmelen 
· Megen, Haren en Macharen 
· Mierlo 
· Mill en Sint Hubert 
· Moergestel 
· Nieuw-Ginneken 
· Nieuw-Vossemeer 
· Nistelrode 
· Nuland 
· Oeffelt 
· Oost-, West- en Middelbeers 
· Oploo, Sint Anthonis en Ledeacker 
· Ossendrecht 
· Oud en Nieuw Gastel 
· Oudenbosch 
· Prinsenbeek 
· Putte 
· Raamsdonk 
· Ravenstein 
· Reusel 
· Riethoven 
· Rijsbergen 
· Rijswijk 
· Roosendaal en Nispen 
· Rosmalen 
· Schaijk 
· Schijndel 
· Sint Anthonis 
· Sint-Oedenrode 
· Sprang-Capelle 
· Standdaarbuiten 
· Terheijden 
· Teteringen 
· Uden 
· Udenhout 
· Veghel
· Vessem, Wintelre en Knegsel 
· Vierlingsbeek 
· Vlijmen 
· Wanroij 
· Waspik 
· Werkendam 
· Westerhoven 
· Willemstad 
· Woudrichem 
· Wouw 
· Zeeland 
· Zevenbergen
Acht
· Alphen
· Bavel
· Berghem
· Berlicum
· Biest-Houtakker
· Borkel en Schaft
· Chaam
· Cromvoirt
· Cuijk
· Den Dungen
· Dinteloord
· Effen
· Esch
· Galder
· Geeren-Noord
· Gemonde
· Haagse Beemden
· Haaren
· Halsteren
· Helvoirt
· Herpen
· Heusden
· Langenboom
· Leur
· Megen, Haren en Macharen
· Moergestel
· Nieuw-Vossemeer
· Nuland
· Olland
· Orthen
· Princenhage
· Ravenstein
· Rosmalen
· Sint-Michielsgestel
· Sprang
· Steenbergen
· Strijbeek
· Teteringen
· Ulvenhout
· Udenhout
· Velp
· Vierlingsbeek
· Waspik
· Wintelre